# Acetato de celulosa

Fórmula estructural del acetato de celulosa.

El acetato de celulosa (también conocido como zyl, zylonita, Cellon y Rhodoid), elaborado por primera vez en 1865, es el éster de acetato de celulosa. El acetato de celulosa es empleado como una base para películas de fotografía, como barniz (incluso para el sector aeroespacial en la Primera Guerra Mundial), como un componente de algunos adhesivos o explosivos y como un material en las monturas de las gafas; también es usado como fibra textil y en la fabricación de plumas estilográficas, filtros de cigarrillos, bloques lego y barajas.

## Historia
En 1865, el químico francés Paul Schützenberger descubrió que la celulosa podía reaccionar con el anhídrido acético para formar acetato de celulosa. El uso de cloroformo para hacerlo soluble era costoso; sin embargo, en 1904, George Miles, un químico francés, descubrió que el acetato de celulosa hidrolizado era soluble en otros solventes, como la acetona. El químico alemán Eduard Schweizer descubrió que su reactivo podía disolver la celulosa.
El acetato fue introducido por primera vez en 1904, cuando Camille Dreyfus y su hermano menor Henri experimentaron con la química del acetato en un cobertizo construido en el jardín de su casa de Basilea, Suiza. Como Basilea era un centro de la industria del tinte, era natural que su primer logro fuera el desarrollo de un colorante índigo sintético. En busca de un campo que ofreciera gran potencial, seleccionaron los productos de acetato de celulosa, incluyendo fibras para uso textil. En 1905, desarrollaron un proceso comercial para la fabricación de acetato de celulosa. Produjeron la primera película de acetato de celulosa, que pronto sustituyó a las películas de celuloide muy inflamables. En 1913, Camille y Henry también obtuvieron muestras de acetato de filamento continuo. Su primera aplicación textil fue en 1924, que dio como resultado el hilo de acetato comercializado en los EE. UU. bajo la marca Celanese.
Por cinco años, los hermanos Dreyfus estudiaron y experimentaron en una forma lógica y sistemática en Suiza y Francia. Para 1910, habían perfeccionado lacas de acetato y películas plásticas y abrieron una fábrica en Basilea capaz de producir aproximadamente tres toneladas al día. Esta producción fue en gran parte vendida a la industria del celuloide en Francia y Alemania; en particular, a Pathe Frères, en París, para la base de películas no inflamables. Una pequeña cantidad, pero constantemente creciente, de laca de acetato fue vendida a la industria aeronáutica en expansión para cubrir la tela que envolvía las alas y el fuselaje. Para 1913, después de más de veinte mil experimentos, los hermanos Dreyfus produjeron excelentes muestras de laboratorio de hilo de filamento continuo de acetato. En 1918, fundaron la American Cellulose & Chemical Manufacturing Company en Nueva York. El estallido de la Primera Guerra Mundial pospuso el desarrollo de la producción comercial hasta 1921. La guerra necesitaba la rápida expansión de la fábrica de Basilea: su comercio con Alemania fue detenido y suministraron exclusivamente a los gobiernos Aliados con acetato para aviones militares. En 1927, el nombre de la empresa fue cambiado a Celanese Corporation of America.
En noviembre de 1914, el Gobierno británico invitó a Camille Dreyfus a Inglaterra para fabricar acetato. Fue instaurada la "British Cellulose and Chemical Manufacturing Co". Al final de la Primera Guerra Mundial, el Gobierno británico canceló todos los contratos y la empresa se dedicó a producir fibras de acetato. En 1918, el nombre de la compañía fue nuevamente cambiado a British Celanese.
En 1917, el Ministerio de la Guerra de Estados Unidos invitó al doctor Dreyfus a establecer una fábrica similar en Estados Unidos después de su entrada en la guerra. Después de unas seis semanas, se negoció un contrato para la venta de acetato al Ministerio de la Guerra y se buscó un sitio para establecer una planta. El doctor Dreyfus y sus socios comenzaron la construcción de la empresa americana en Cumberland (Maryland) en 1918, pero la guerra había terminado antes de que la planta pudiera ser completada. El negocio con el Gobierno fue completado a su debido tiempo, la construcción de la planta continuada, el temprano núcleo de la dirección comenzó a ser montado y la organización en Inglaterra culminó el desarrollo del primer hilo textil de acetato comercialmente exitoso. En Inglaterra, en 1912, la empresa británica había producido el primer hilo de acetato de celulosa comercial. El hilo fue vendido principalmente para fabricar piezas con ganchillo y otras telas.
El primer hilo llegó a América en la Navidad de 1924, a la planta de Cumberland (Maryland). Este era de buena calidad, pero la resistencia al cambio era fuerte y los fabricantes de seda trabajaron arduamente para desacreditar el acetato y desalentar su empleo. El acetato se convirtió en un enorme éxito como una fibra para seda muaré debido a que su calidad termoplástica hacía que el diseño fuera absolutamente permanente. La misma característica también hizo que el plisado permanente fuera un hecho comercial por primera vez y dio un gran ímpetu de estilo a toda la industria del vestido. Además, fue una contribución genuina. La mezcla de la seda y el acetato en telas fue lograda al principio y casi inmediatamente el algodón también fue mezclado, con lo cual fue posible crear telas de bajo costo mediante una fibra que entonces era más barata que la seda o el acetato. Hoy en día, el acetato puede ser mezclado con seda, algodón, lana, nailon, etc., para dar a las telas una excelente recuperación de arrugas, manejo, calidad de plegado, secado rápido, estabilidad dimensional apropiada a un precio muy competitivo.
En la actualidad el acetato de celulosa es uno de los causantes del envenenamiento del planeta por micropartículas sintéticas, su presencia se observa en cualquier playa del mundo al observar con lupa la arena, esas microfibras han sido puestas en el medio tras el lvado de las prendas fabricadas con este producto, los restos de filtros de tabaco, las microperlas que se añaden a lociones corporales y otros productos cosméticos.

## Fibra de acetato y fibra de triacetato
El acetato y el triacetato son erróneamente entendidos como una misma fibra; si bien son similares, sus compuestos químicos difieren. El triacetato es conocido como una descripción genérica o acetato primario que no contienen ningún grupo hidróxilo. La fibra de acetato es conocida como un acetato secundario o modificado al contar con dos o más grupos hidróxilos. Las fibras de triacetato, aunque no son ya producidas en Estados Unidos, contienen una proporción más alta de acetato de celulosa que las fibras de acetato.

## Película de acetato de celulosa
La película de acetato de celulosa fue introducida en 1934 como un reemplazo de las películas de nitrato de celulosa que había sido previamente el estándar. Cuando era expuesto al calor, la humedad o ácidos, la base fílmica comenzaba a deteriorarse hasta el punto de tornarse inservible, liberando ácido acético con un característico olor avinagrado y ocasionando el proceso conocido como «síndrome del vinagre»
La película de acetato todavía tiene algunas aplicaciones, como negativos fotográficos para el cine. Desde los años 1980, la película a base de poliéster (algunas veces llamada con el nombre comercial de Kodak, «Base ESTAR») se había convertido en la más usual, en particular, para usos de archivos. La película de acetato también fue usada como la base para las cintas magnéticas, antes del advenimiento de la película de poliéster.

## Cinta de ordenador de acetato de celulosa
La cinta magnética de acetato de celulosa fue introducida en 1952 por IBM para ser usada en su unidad de cinta IBM 726 en el ordenador IBM 701. Era mucho más ligera y más fácil de manejar que la cinta metálica introducida por UNIVAC en 1951 para ser empleada en su unidad de cinta magnética UNISERVO en el ordenador UNIVAC I. En 1956, la cinta magnética de acetato de celulosa fue reemplazada por la más estable cinta magnética de película PET para ser usada en la unidad de cinta magnética IBM 727.